# Le Centre du monde
Pour plus de détails, voir Fiche technique et Distribution.
Le Centre du monde (The Center of the World) est un film américain de Wayne Wang sorti en 2001.

## Synopsis
Richard Longman, un jeune informaticien, a fait fortune au prix d'un travail acharné qui le prive de toute vie sociale. Pour échapper à sa solitude, il fréquente un club de strip-tease où il est fasciné par une des danseuses, Florence. Il propose à celle-ci un séjour rémunéré à Las Vegas, elle accepte à condition que leur relation reste « professionnelle ». Ils s'installent dans un hôtel luxueux, où tous les soirs à 21h00, elle doit exécuter un show privé à son intention. Mais très vite leur relation évolue…

## Fiche technique
- Titres français : Le Centre du monde ( France) et Le Centre de l'univers ( Québec)
- Titre original : The Center of the World
- Réalisation : Wayne Wang
- Scénario : Wayne Wang, Paul Auster, Miranda July, Siri Hustvedt
- Photo : Mauro Fiore
- Musique :
- Producteur : Peter Newman, Wayne Wang
- Société de production : Redeemable Feature, Artisan Entertainement
- Distribution (France) : Mars distribution
- Budget :
- Pays de production :  États-Unis
- Langue : Anglais
- Format : 35 mm
- Genre : Drame
- Durée : 87 minutes
- Date de sortie :
  - France : 17 mai 2001 au Festival de Cannes
- Classification :
  - France : interdit aux moins de 12 ans[1]

## Distribution
Légende : V. Q. = Version Québécoise
- Peter Sarsgaard (V. Q. : Antoine Durand) : Richard Longman
- Molly Parker (V. Q. : Christine Séguin) : Florence
- Carla Gugino (V. Q. : Camille Cyr-Desmarais) : Jerri

## Réception
Critiques
« Wayne Wang s'approche des corps et de leurs frémissements, dévoile des âmes qui rechignent à se laisser déshabiller. Le ballet qu'il filme, envoûtant, érotique, masque à peine la tristesse du propos. Insidieuse et tenace comme un crachin glacé. » Isabelle Danel.

## Distinctions
Sélection au Festival de Cannes 2001, hors compétition.